# Манасия (монастырь)
Монастырь Манасия (серб. манастир Манасија), также известный как монастырь Ресава (серб. манастир Ресава) — сербский православный монастырь, основанный деспотом Стефаном Лазаревичем между 1407 и 1418 годах близ Деспотоваца и тогда же укрепленный (стены с 11 башнями).

## История
В первой половине XV—XVI веков монастырь был крупным центром сербской культуры (так называемая Ресавская школа),— здесь переводились и переписывались книги даже в период османского завоевания. В 1439 году турки впервые заняли крепость, окончательно в 1458 году. В период турецкого господства монастырь несколько раз подвергался разграблению (1476 год, 1734 год). В начале XIX века во время сербского восстания монастырь был практически разрушен и несколько лет находился в руинах, однако в середине XIX века был возобновлён.

## Архитектура

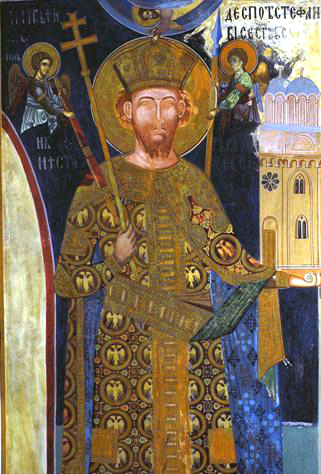
Фреска с изображением Стефана Лазаревича

Монастырский комплекс Манасии включает церковь Святой Троицы, большую трапезную («школу»), здания с монашескими кельями. Троицкая церковь представляет собой крестово-купольное сооружение, с тремя конхами и с 5 куполами на высоких барабанах. С западной стороны к церкви примыкает большой притвор с куполом. Из башен наибольшей является Деспотова башня.

## Фрески
Фрески Манасии отличает мягкий округлый рисунок, музыкальная ритмичность композиций, высветленный колорит, характерные для позднепалеологовского искусства рубежа конца XIV — первой трети XV веков, общее в образах Манасии — созерцательное, просветленное состояние, сродни блаженству, при этом — близость человеку и миру его чувств. В апсиде Троицкой церкви помещены Причастие апостолов, Поклонение Агнцу, в куполе — пророки, в наосе — фрагменты Великих праздников, чудеса Христовы, в нижнем ярусе — святые воины, на западной стене — Успение Богородицы, под ним — портрет ктитора деспота Стефана с макетом церкви в руках. Фрески Манассии — выдающийся памятник Моравской школы — создавались в эпоху, когда на Руси работал Андрей Рублев, в Мистре создавались фрески Пантанассы,— все ансамбли этого круга имеют сходные черты.